# Sly & the Family Stone
Sly & The Family Stone fue una banda de San Francisco, California, EE. UU. liderada por el compositor, cantante, productor y multinstrumentista Sylvester Stewart (más conocido como Sly Stone). 
Sly & The Family Stone está considerada una de las bandas fundamentales para entender el nacimiento y desarrollo del funk, al nivel de James Brown y Parliament. Su labor de apertura hacía otros géneros como el rock, la psicodelia, el soul y el rhythm & blues le convierten en uno de los más importantes grupos, no solo de funk, sino de toda la historia de la música popular.
Por otro lado, su formación clásica integraba miembros blancos y negros por igual, y mujeres del mismo modo que hombres, por lo que se trata de la primera banda multirracial, compuesta por músicos de ambos sexos, que logró un éxito masivo a nivel nacional e internacional.
La banda permaneció activa en dos etapas. La primera, sin duda mucho más conocida, coincidió con sus años dorados y duró 9 años, desde 1967 hasta 1975, durante los cuales publicó 7 discos. La segunda, que se desarrolla desde 1975 hasta 1983, incluye 4 discos y fue protagonizada, exclusivamente, por Sly Stone, mientras que el resto de integrantes de la banda habían sido, bien sustituidos, bien relegados a un plano secundario.
En 2010, ocuparon el puesto cuadragésimo tercero (43.º) de los 100 Grandes Artistas de la Revista Rolling Stone, además, tres de sus álbumes están incluidos en la lista realizada por la misma publicación de Los 500 mejores álbumes de todos los tiempos. En el año de 1993 fueron introducidos en el Salón de la Fama del Rock and Roll.

## Biografía

### Inicios
Sly & The Family Stone nace en San Francisco como resultado de la fusión entre dos grupos: el primero, liderado por Sly Stone, se llamaba Sly & The Stoners, mientras que el segundo, cuyo líder era en cambio Freddie Stone, el hermano de Sly, se denominaba Freddie & The Stone Souls. El resultado fue una formación, con los hermanos Stone (Freddie, guitarra y Sly, teclados), Gregg Errico (batería), Cynthia Robinson (trompeta), a la cual se unió poco después Larry Graham (bajo) y el grupo de góspel Little Sister, compuesto por la hermana de Freddie y Sly, Vaetta, junto con Mary McCreary y Elva Mouton, que ejercieron de coristas. Todo ello ocurrió en 1966.
Precisamente este año, a causa del gran éxito que supuso el primer sencillo, I Ain’t Got Nodoby, Sly & The Family Stone recibió una oferta de la multinacional CBS, con la cual publicó su primer trabajo, A Whole New Thing (1967), que fue desde el primer momento ensalzado por la crítica, si bien no pudo ser considerado un éxito de ventas.
Viendo el potencial del grupo para convertirse en el primero en traspasar las barreras de la música rock, r&b y pop, Sly & The Family Stone se pusieron manos a la obra en su siguiente sencillo, Dance To The Music, cuyo éxito fue mucho mayor y alcanzó el número 8 en Top 100 de Billboard. Acto seguido, se publicó el LP completo, titulado igualmente Dance To The Music (1968). Poco antes de su grabación, se unió al grupo una nueva hermana de Sly Stone, Rose. 
El álbum Dance To The Music fue un éxito modesto, pero contribuyó a extender la fama del grupo como uno de los más excitantes bandas en concierto del momento. 
Poco después, apareció en el mercado un nuevo trabajo, titulado Life (1968), que no cumplió con las expectativas comerciales creadas por su anterior trabajo. Sin embargo, tanto la crítica como el resto de músicos, coincidieron en considerarlo otra obra maestra.

### 1969:Stand!y el éxito masivo
A finales de 1968, Sly & The Family Stone editaron el sencillo Everyday People, que se convirtió en su primer número 1. Junto con la cara B, «Sing A Simple Song», este disco sirvió de avanzadilla para el nuevo álbum, publicado cinco meses después, cuyo título era Stand!. Con más de tres millones de copias vendidas, lanzó al grupo a la fama, propagando además su irresistible imagen, con músicos de todas las razas y sexos, mensajes de paz, amor, tolerancia, muy en la línea del periodo hippie que se estaba cerrando; todo ello aderezado con una irresistible música de raíz soul y funk, pero contaminada con un número interminable de influencias, desde el rock al blues, desde el pop al jazz; y todo ello a través de un prisma psicodélico complejo y elaborado.
Este gran éxito hizo que Sly & The Family Stone fueran invitados a tocar en la primera edición del festival de música de Woodstock en agosto de 1969, que se convertiría a la postre en, probablemente, el más importante evento musical de la historia. Su actuación, a juicio de muchos entre lo más destacable del festival, les procuró un contacto directo con una nueva generación de jóvenes, que cayeron rendidos ante la propuesta del grupo.

### 1970-1971
El éxito de Stand! provocó un profundo desequilibrio en el seno de Sly & The Family Stone. Por un lado, el grupo, sobre todo Sly, recibió muchas presiones para que recondujera la banda hacia posiciones más abiertamente negras, hasta el punto que los Black Panthers exigieron el despido de los músicos de raza blanca. Por el otro, los miembros del grupo, y de nuevo especialmente Sly, comenzaron a depender cada vez del uso de drogas, lo que repercutió negativamente en el proceso creativo y musical de la banda, que desde la publicación de Stand! en 1969 hasta finales de 1970, editó únicamente un sencillo, compuesto por «Everybody Is A Star» y «Thank You». Este último tema, popularizará la técnica exclusiva con el bajo de Larry Graham, que se conocería por "slap".  La fractura entre los distintos músicos empezó a convertirse en un abismo, situación agravada por la decisión de Sly de protegerse mediante guardaespaldas con antecedentes supuestamente criminales. Cansado de esta situación crecientemente insostenible, el batería Gregg Errico decidió abandonar el grupo a principios de 1971.
En otoño del 71, el sencillo Family Affair, antícipo del inminente There’s A Riot Goin’ On, fue publicado y se aupó al número uno, catapultando al disco completo directamente a la cabeza de la lista. A pesar del tono general del disco, mucho más oscuro que los anteriores trabajos del grupo, los grandes éxitos «Runnin’ Away» y «Family Affair» dispararon las ventas y la popularidad del grupo. Es de notar que el sencillo Family Affair, es considerado el primer tema popular en tener el sonido de una caja de ritmos (en este caso, los patrones de una Maestro Rhythm King 1), anticipándose en tecnología al modelo de la música negra de baile que vendría años después, como la música disco, el hip hop y el house.

### La crisis tras 1972
Sin embargo, este nuevo éxito no hizo más que agravar la extremadamente delicada situación del grupo y la inestable salud mental de Sly. Nuevos roces entre los miembros, cada vez más graves, desembocaron en la marcha del bajista Larry Graham, uno de los pilares del sonido del grupo.
En 1973, Sly & The Family Stone editaron el disco Fresh. Con un sonido mucho más desnudo, pero rítmicamente más complejo, el disco no respondió a las expectativas del público y la crítica, a pesar del gran éxito que supuso el sencillo If You Want Me To Stay. Su continuación, titulada Small Talk, fue publicado el año siguiente, en 1974. La reacción fue, incluso, peor que la que recibió su anterior trabajo lo que, unido a la cada vez mayor reticencia de los promotores de contratar el grupo para actuaciones en directo, provocó la disolución del grupo en 1975.

### Sly en solitario (1975 – 1983)
Tras la disolución de la banda, Sly Stone continuó grabando y publicando nuevos trabajos, a pesar de que en ningún momento volvió a alcanzar los mismos niveles de éxito que tuvo durante finales de los años 60 y primeros 70.
En 1975, publicó el disco High On You, bajo el nombre de Sly Stone, mientras que en el siguiente trabajo, Heard You Missed Me, Well I’m Back (1976) volvió a recuperar el nombre del grupo, Sly & The Family Stone, si bien se trataba de un hecho meramente nominal dado que, en la práctica, Sly seguía tocando todos los instrumentos.
Las bajas ventas de ambos discos propiciaron su cambio de sello, pasando de Epic a Warner Bross, en el cual debutó en 1979 con Back On The Right Track. Compañero de sello de Parliament, Sly se embarcó en diversos tours con el grupo de George Clinton, con quien comenzó la preparación de su siguiente disco. Sin embargo, unos problemas entre Clinton y la Warner pararon el proceso de grabación, que Sly no pudo o no supo continuar. De hecho, el disco, llamado Ain’t But The One Way (1983), fue completado por el productor. 
Tras este nuevo fracaso, Sly desapareció de la escena pública, entrando y saliendo esporádicamente de clínicas de rehabilitación para combatir su dependencia de las drogas. Luego, en 1986, Jesse Johnson editó el álbum Shockadelica el cual participó en un dueto Sly Stone en el sencillo Crazay llegando al puesto 70 en el U.S. Billboard 200 albums chart. Posteriormente, en 1990, Maurice White, líder de Earth Wind & Fire coescriben «Good Time» en el álbum Heritage y participan en la vocalización de la misma composición con gran destreza vocal, demostrando aun que sus dotes de interpretación y composición estaban más que vigentes. El álbum alcanza en tanto, el lugar n.º 19 en el US Billboard Top R&B Albums chart y el No.18 en el UK Blues & Soul Top British Soul Albums chart.

### Reconocimiento posterior
A pesar de que Sly & The Family Stone alcanzaron un enorme éxito durante finales de los 60 y la década de los 70, su presencia disminuyó muchísimo después, cayendo casi por completo en el olvido. Las nuevas tendencias musicales, alejadas del funk practicado por Sly y lo suyos, junto con la reputación de banda poco profesional y conocida por sus problemas con las drogas, que se ganó durante sus últimos años, provocaron este abandono.
Sin embargo, como con muchos artistas de funk, los años 90, trajeron consigo un acercamiento de nuevos fans, a través del hip hop. De hecho, varias canciones del repertorio de Sly & The Family Stone han sido recicladas mediante el sampling o versionadas por artistas como Beastie Boys, Janet Jackson, Public Enemy, Fatboy Slim, Arrested Development, Ice Cube o Red Hot Chili Peppers entre muchos otros. 
En 1992, Sly & The Family Stone fueron incluidos en el Rock & Roll Hall of Fame.
En 2007, Legacy, la filial de Epic donde fueron publicados sus discos hasta 1979, ha reeditado y remasterizado todos sus discos, añadiendo nuevas canciones y textos. Como resultado de este renovado interés en el grupo, Sly Stone decidió volver a los escenarios después de casi 25 años de ausencia, con motivo de una gira mundial. Sin embargo, la gran expectación causada por este evento no ha sido completamente satisfecha por las actuaciones del grupo, consideradas muy por debajo del nivel esperado.

## Miembros
La siguiente lista de miembros se limita a 1975. A partir de este año, el grupo, con la excepción de Sly Stone, variaba cada año en función de la gira.

- Sly Stone - voz, teclados, guitarra, bajo, piano, armónica
- Freddie Stone - guitarra, voz (hasta 1975)
- Larry Graham - bajo, voz (hasta 1972)
- Rusty Allen - bajo (desde 1972 hasta 1975)
- Rose Stone - voz, piano (desde 1968 hasta 1975)
- Cynthia Robinson - trompeta, voz (hasta 1975)
- Jerry Martini - saxofón (hasta 1975)
- Gregg Errico - batería (hasta 1971)
- Gerry Gibson - batería (desde 1971 hasta 1972)
- Andy Newmark - batería (desde 1973 hasta 1974)
- Billy Lordan - batería (durante 1974)
- Jim Strassburg - batería (desde 1974 hasta 1975)
- Little Sister: Vet Stone, Mary McCreary y Elva Mouton - coros (hasta 1975)
- Pat Rizzo - saxofón (desde 1972 hasta 1975)
- Vicki Blackwell - violín (desde 1974 hasta 1975)

## Discografía
- A Whole New Thing (Epic, 1967)
- Dance to the Music (Epic, 1968)
- Life (Epic, 1968)
- Stand! (Epic, 1969)
- There's a Riot Goin' On (Epic, 1971)
- Fresh (Epic, 1973)
- Small Talk (1974)
- High on You (Epic, 1975)
- Heard You Missed Me, Well I'm Back (Epic, 1976)
- Back on the Right Track (Warner Bros, 1979)
- Ain't But the One Way (Warner Bros, 1982)

## Sencillos en listas de éxitos
| Año  | Sencillo                                                     | Posición en Top 40 (US) |
| ---- | ------------------------------------------------------------ | ----------------------- |
| 1968 | Dance To The Music                                           | 8                       |
| 1969 | Everyday People                                              | 1                       |
| 1969 | Stand!                                                       | 22                      |
| 1969 | I Want to Take You Higher                                    | 38                      |
| 1969 | Hot Fun in the Summertime                                    | 2                       |
| 1970 | Thank You (Falettinme Be Mice Elf Agin) /Everybody Is a Star | 1                       |
| 1971 | Family Affair                                                | 1                       |
| 1972 | Runnin' Away                                                 | 23                      |
| 1973 | If You Want Me to Stay                                       | 12                      |
| 1974 | Time For Livin'                                              | 32                      |